# 1792
Промислова революція •  Просвітництво • Російська імперія • Французька революція

## Геополітична ситуація
В Османській імперії султан Селім III (до 1807). Під владою османів перебувають Близький Схід та Єгипет, Середземноморське узбережжя Північної Африки, частина Закавказзя, значні території в Європі: Греція, Болгарія і Сербія. Васалами османів є Волощина та Молдова.
Священна Римська імперія охоплює, крім німецьких земель, Угорщину з Хорватією, Трансильванію, Богемію, Північну Італію, Австрійські Нідерланди. Імператора Леопольда II на троні імперії змінив Франц II (до 1835). У Пруссії править Фрідріх-Вільгельм II (до 1797).
У Франції король Людовика XVI відсторонено від влади, проголошено республіку. Франція має колонії в Північній Америці та Індії. Король Іспанії — Карл IV (до 1808). Королівству Іспанія належать південь Італії, Нова Іспанія, Нова Гранада, Віцекоролівство Перу, Внутрішні провінції та Віцекоролівство Ріо-де-ла-Плата в Америці, Філіппіни. У Португалії королює Марія I (до 1816). Португалія має володіння в Бразилії, в Африці, в Індії, в Індійському океані й Індонезії. На троні Великої Британії сидить Георг III (до 1820). Британія має колонії в Північній Америці, на Карибах та в Індії.
Сполучені Штати Америки займають територію частини колишніх британських колоній. Президент США — Джордж Вашингтон. Територія на півночі північноамериканського континенту належить Великій Британії, територія на півдні та заході — Іспанії й Франції.
Північ Нідерландів займає Республіка Об'єднаних провінцій. Вона має колонії в Америці, Індонезії, на Формозі та на Цейлоні. Король Данії та Норвегії — Кристіан VII (до 1808), на шведському троні Густава III змінив Густав IV Адольф (до 1837). На Апеннінському півострові незалежні Венеційська республіка та Папська область. Король Речі Посполитої — Станіслав Август Понятовський (до 1795). У Російській імперії править Катерина II (до 1796).
Україну розділено між трьома державами. Королівство Галичини та Володимирії належить Австрії. По Дніпру проходить кордон між Річчю Посполитою та Російською імперією. Лівобережна частина розділена на Київське намісництво, Чернігівське намісництво, Новгород-Сіверське намісництво, Новоросійську губернію та Харківське намісництво. Задунайська Січ існує під протекторатом Османської імперії. Крим є частиною Російської імперії.
В Ірані править династія Зандів. Імперія Маратха контролює значну частину Індостану. Зростає могутність Британської Ост-Індійської компанії. У Бірмі править династія Конбаун. У Китаї володарює Династія Цін. У Японії триває період Едо.

## Події

### В Україні
- 16 серпня перший загін чорноморських козаків у кількості 3847 душ під керівництвом Сави Білого вирушив з Очаківського лиману. 25 серпня вони прибули до Тамані. Почалося переселення українських козаків на Кубань.
- Відбулася битва під Зеленцями.
- Триває Турбаївське повстання.

### У світі
- 9 січня підписано Ясський мирний договір, що завершив російсько-турецьку війну. Росія отримала території між Південним Бугом і Дністром та затвердила анексію Криму.
- У січні зникли Байройтське і Ансбаське князівство, приєднані до Пруссії.
- 1 березня помер найясніший цісар Леопольд II. Його спадкоємцем став Франц II.
- 16 березня від руки вбивці загинув шведський король Густав III. Його наступником став Густав IV Адольф.
- 20 квітня Франція оголосила війну Австрії — розпочалися французькі революційні війни та Війна першої коаліції.
- 17 травня під платаном, за адресою Волл-Стрит, 68, 24 брокери уклали договір про співпрацю. В історію він увійшов як «Договір під платаном» (англ. Buttonwood Agreement) — один з найважливіших фінансових паперів в історії США, на засадах якого було засновано Нью-Йоркську фондову біржу.
- 1 червня до складу США увійшов штат Кентуккі.
- Відбулася так звана «Війна на захист Конституції» між Річчю Посполитою з одного боку, і Торговицькою конфедерацією та Російською імперією, з другого боку. Війна прискорила Другий поділ Речі Посполитої.
  - 18 травня Росія ввела війська в Польщу.
  - 18 липня в битві під Дубенкою військо Речі Посполитої під командою Тадеуша Костюшка відбилося від наступу російської армії.
- У Вашингтоні розпочалося будівництво Білого дому.
- Томасом Джефферсоном та Джеймсом Медісоном заснована Демократично-республіканська партія, яка дала початок сучасній Демократичної партії США.
- 10 серпня у Франції спалахнуло повстання. Повстанці взяли штурмом палац Тюїльрі, заарештували короля Людовика XVI.
- 20 серпня Пруссія завдала поразки військам революційної Франції під Верденом.
- У першій декаді вересня у Парижі сталася вереснева різанина — розправа оскаженілого натовпу над в'язнями.
- 20 вересня відбулася Битва під Вальмі — перша битва між армією революційної Франції та військами контрреволюційної антифранцузької коаліції. Французи здобули невелику місцеву перемогу, яка проте стала великою моральною перемогою для Революції в цілому.
- 20 вересня почав діяти Національний конвент — французьке конституційне й законодавче зібрання.
- 21 вересня проголошена Перша французька республіка.
- 6 листопада французька армія завдала поразки австрійцям у битві під Жемаппе в Австрійських Нідерландах.
- 3 грудня Джорджа Вашингтона переобрано президентом США.
- 26 грудня почався суд над Людовиком XVI.

### Наука і культура
- У Франції уперше використана гільйотина.
- Медаль Коплі отримав Бенджамін Томпсон.
- Клод Жозеф Руже де Ліль написав «Марсельєзу».
- Мері Волстонкрафт написала «На захист прав жінок».

## Народились
див. також Категорія:Народились 1792
- 29 лютого — Джоаккіно Россіні, італійський композитор, автор численних опер
- 21 травня — Гаспар-Гюстав Коріоліс, французький математик і механік
- 4 серпня — Персі Біші Шеллі, англійський поет

## Померли
див. також Категорія:Померли 1792
- 29 березня — Густав III, король Швеції з 1771 до 1792 року